# Inove Esporte Clube
O Inove Esporte Clube ou I-9 é um clube de futebol brasileiro, da cidade de Palmas, capital do estado do Tocantins. Suas cores são azul, preto e branco. Embora tenha disputado o Campeonato Tocantinense da segunda divisão em duas oportunidades, seu foco são as categorias de base.

## História
O clube de Palmas, fundado em 18 de janeiro de 2009, participou da primeira edição da Segunda Divisão Tocantinense, ocorrida no mesmo ano de sua fundação, fazendo o primeiro jogo oficial em 12 de setembro contra o São José e sendo derrotado por cinco a zero. Terminou a competição com dois pontos conquistados em quatro jogos, sendo eliminado na primeira fase.
Após alguns anos de licença, o Inove retornou em 2013 para a disputa novamente da Segunda Divisão, conquistando naquele ano a sua primeira vitória em jogos oficiais, frente ao Atlético Cerrado, por quatro a um, na estreia da competição. Porém, após esse jogo o clube perdeu todos os jogos seguintes, sendo eliminado novamente na primeira fase.

## Desempenho em competições oficiais
Campeonato Tocantinense (2ª Divisão)
| Ano  | 2009 | 2013 |
| Pos. | 9º   | 9º   |
| ---- | ---- | ---- |